# Ersin Gül
Ersin Gül (* 2. November 1990 in Bielefeld) ist ein deutscher Futsal- und Fußballspieler türkischer Abstammung.

## Karriere
Ersin Gül begann seine Futsalkarriere bei den Black Panthers Bielefeld und wechselte später zum MCH Futsal Club Sennestadt aus Bielefeld in die erstklassige Futsalliga West. Mit den Sennestädtern wurde er in den Spielzeiten 2016/17 und 2018/19 jeweils Meister. Dazu kommen noch zwei Vizemeisterschaften. Bei der Deutschen Futsal-Meisterschaft 2016 erreichte Gül mit seiner Mannschaft das Halbfinale. Im Viertelfinalspiel gegen den VfL 05 Hohenstein-Ernstthal erzielte Gül den Siegtreffer.
Seine Karriere im Fußball begann der defensive Mittelfeldspieler Ersin Gül beim SC Verl. Im Jahre 2009 wechselte er zum Westfalenligisten TuS Dornberg, ehe er 2011 zum Landesligisten SV Avenwedde wechselte. Dort blieb er ebenfalls nur ein Jahr und wechselte zum Bezirksligisten FC Türk Sport Bielefeld, mit dem er 2012 Meister wurde und in die Landesliga aufstieg. Gül wechselte daraufhin zurück zum TuS Dornberg in die Oberliga Westfalen. Mit den Dornbergern erlebte er 2014 und 2015 zwei Abstiege in Folge, ehe er zum FC Türk Sport Bielefeld zurückkehrte. Im Sommer 2017 ging Gül zum Westfalenligisten Delbrücker SC, kehrte aber bereits in der Winterpause wieder nach Bielefeld zurück. Seit dem Sommer 2018 spielt Gül für Türkgücü Gütersloh.